# Dziady (Mników)
Dziady – część wsi Mników w Polsce, położona w województwie małopolskim, w powiecie krakowskim, w gminie Liszki.
W latach 1975–1998 Dziady administracyjnie należały do województwa krakowskiego.